# Heckler & Koch G3
Heckler & Koch G3 (нім. Gewehr3 — Гвинтівка 3) — німецька автоматична гвинтівка, прийнята на озброєння армією ФРН у 1959 році. У 1995 році їй на зміну прийшов автомат калібру 5,56 мм НАТО HK G36.

## Історія
Після Другої світової війни група німецьких конструкторів, які працювали в компанії Mauser над автоматом StG45 (M), перейшла в мадридську компанію CETME. Там вони брали участь у створенні автоматичної гвинтівки, що використовує автоматику на основі напіввільного затвора (схему Людвіга Форгрімлера). У 1957 році ліцензію на виробництво цієї гвинтівки отримала нова компанія Heckler & Koch.
Німецький варіант гвинтівки отримав позначення G3 і був прийнятий на озброєння бундесвером у 1959 році разом з варіантом, що мав телескопічний приклад (G3A1). У 1995 році бундесвер перейшов на новий автомат — HK G36, однак виробництво G3 силами самої Heckler & Koch тривало до 2001 року.
Конструкція G3 знайшла своє відображення в пістолеті-кулеметі HK MP5, 5,56-мм автоматі HK 33, єдиних кулеметах HK 21 і HK 23, снайперських гвинтівках HK PSG1 і HK MSG90.

## Опис

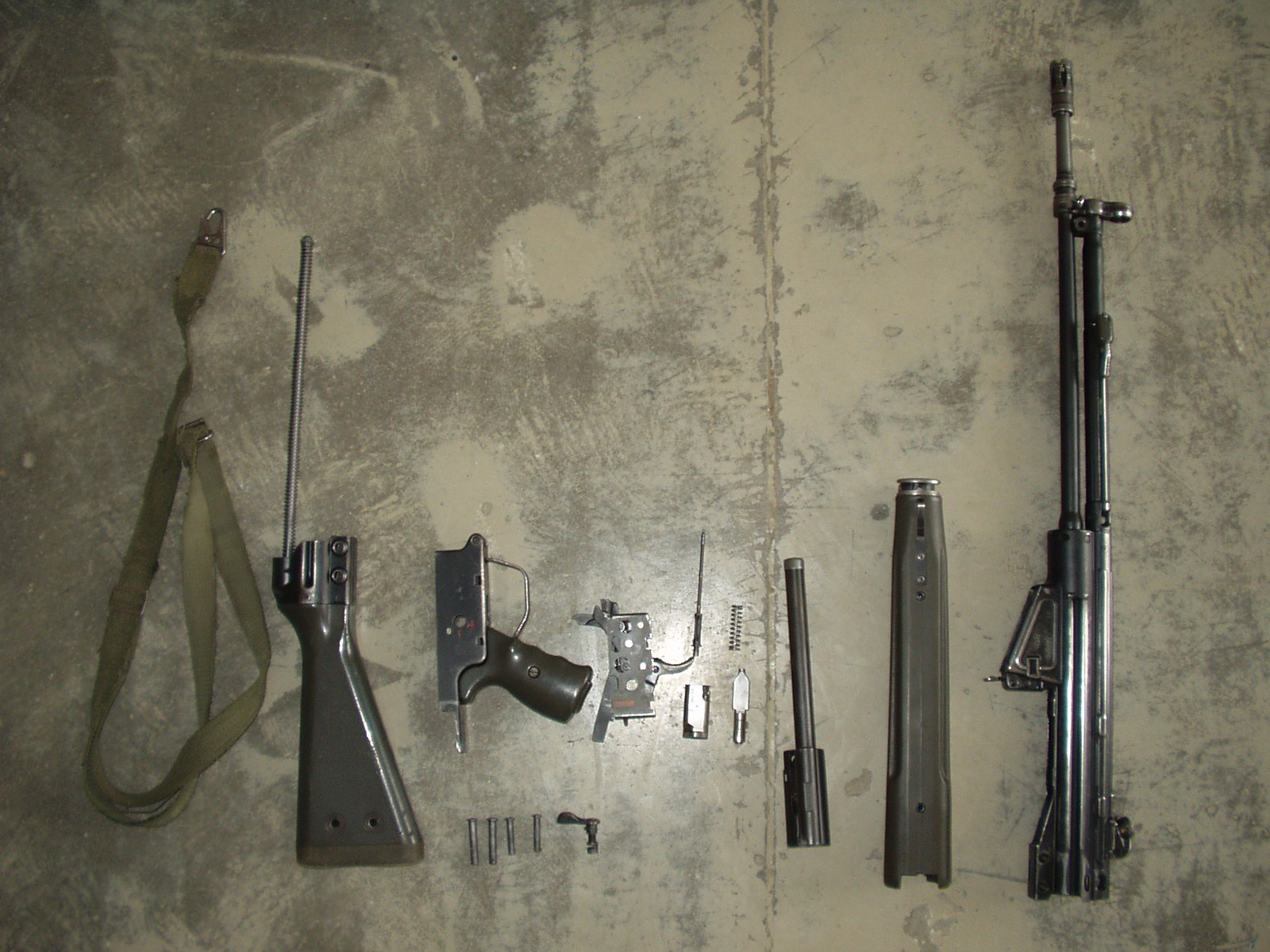
G3A3 в розібраному вигляді.

G3 побудована на основі автоматики з напіввільним затвором, що має Г-подібну форму. Ствольна коробка штампована зі сталевого листа, як і цівка, а також УСМ на ранніх моделях (згодом корпус УСМ і цівка стали виконуватися з пластмаси). Рукоятка зведення і передній подовжений кінець затвора перебувають в установленому над стволом циліндричному кожусі, що нагадує газовідвідну трубку. На лівій стороні кожуха є виріз, вздовж якого рухається рукоятка зведення, а також поперечний виріз для її фіксації.
Дулова частина ствола автомата забезпечена різьбленням і втулкою для закріплення стопорною пружини полум'ягасника, замість якого може встановлюватися пристосування для стрільби холостими набоями, має пружинний кільцевої замок для надійної установки. Це пристосування складається з відкритого циліндра з поперечним болтом, що регулює кількість стікали з отвору газів для забезпечення роботи автоматики. Зовнішнім відмінністю цього пристрою від полум'ягасника є матове хромування. Також крім полум'ягасника може встановлюватися глушник. Полум'ягасник має стандартні розміри і може використовуватися для метання гвинтівкових гранат, при цьому стрільба ведеться при замкненому затворі холостими патронами (якщо граната має кулевловлювач, то можна використовувати звичайні патрони).
Патронник має 12 так званих «канавок Рівеллі», які виключають «залипання» гільзи в патроннику. Поворотна пружина знаходиться в підлогою подовженому кінці затвора. На осі каналу ствола розміщена рама з бойовою личинкою. По обидва боки личинки встановлені ролики, утримуються передньою поверхнею стебла затвора, яка грає роль «замикаючої деталі», хоча замикання каналу ствола в даній системі в прямому сенсі цього слова не відбувається. Ствольна коробка має пази, у які входять ролики і вздовж яких ковзають довгі несні поверхні по обидва боки рами з бойовою личинкою. Бойова личинка і замикаюча деталь фіксуються на рамі за допомогою затискного важеля, що дозволяє уникнути «підскоку» при досиланні патрона в патронник.
Корпус ударно-спускового механізму кріпиться до ствольної коробки штифтом, розташованим позаду гнізда для магазина, тому для його відділення необхідно скористатися предметом, відповідним для виштовхування штифтів (наприклад, набоєм). УСМ — куркового типу, дозволяє вести стрільбу одиночними і безперервними чергами, але може бути замінений на модуль, що забезпечує можливість стрільби чергами з відсічкою по 3 набої. Прапорець запобіжника-перемикача режимів стрільби знаходиться над пістолетним руків'ям з лівого боку ствольної коробки. На правій стороні є спеціальна риска, котра вказує поточну установку перемикача.
Автомат має два варіанти прикладів — фіксований пластиковий, що встановлюється на G3, G3А2 і G3А3, і телескопічний, що встановлюється на G3А1 і G3А4. Телескопічний приклад виконаний зі сталі шляхом штампування. Приклади кріпляться до ствольної коробки за допомогою двох штифтів. Є дві антабки, які забезпечують кріплення ременя для перенесення, — на торці кожуха над стволом і на лівій стороні прикладу.
При стрільбі холостими патронами .22 LR (5,6 × 16 мм) з пластмасовою кулею замість звичайного затвора використовується підкаліберний пристрій, що складається зі спеціального затвора з маркуванням «РТ» без роликів уповільнення, вкладного стволика, що вставляється через казенну частину гвинтівки, а також вкладного магазина на 20 набоїв, котрий встановлюється в стандартний магазин.
Гвинтівка відрізняється високою надійністю і зручністю використання, проте має в конструкції ряд дрібних деталей, які можуть загубитися при неповному розбиранні. Додатковою перевагою G3 над конкурентами — бельгійської FN FAL і американської М14 — стала нижча ціна, яка пояснюється великою кількістю штампованих (а пізніше і пластмасових) деталей, а також простою конструкцією.

## Варіанти
- G3 — базова модель з фіксованим пластиковим прикладом.
- G3A1 — варіант G3 з висувним телескопічним прикладом.
- G3A2 — модель з фіксованим пластиковим прикладом і діоптричним прицілом.
- G3A3 — модель з фіксованим прикладом, діоптричним прицілом і двома варіантами цівки (цільне і перфоровані).
- G3A3 ZF (нім. Zielfernrohr — приціл) — варіант з оптичним прицілом.
- G3SG1 — снайперський варіант, має приклад з регульованою щокою, складані сошки, та спусковий механізм із можливістю регулювання тягового зусилля.[1]
- G3A4 — модель з телескопічним прикладом і коліматорним прицілом.
- G3KA4 — варіант G3A4 з укороченим до 315 мм стволом.
- HK 41 і HK 91 — самозарядні варіанти G3 для цивільного ринку.
- SAR-8 — самозарядний варіант G3 зі зміненим прикладом і магазинами на 10 патронів, що випускається американською фірмою «Спрінгфілд Арморі».
- HK21 — кулемет на основі G3.

## Застосування
Окрім Бундесверу Heckler & Koch G3 перебуває на озброєнні в арміях більш ніж 77 країн.
| Список країн |
| --- |

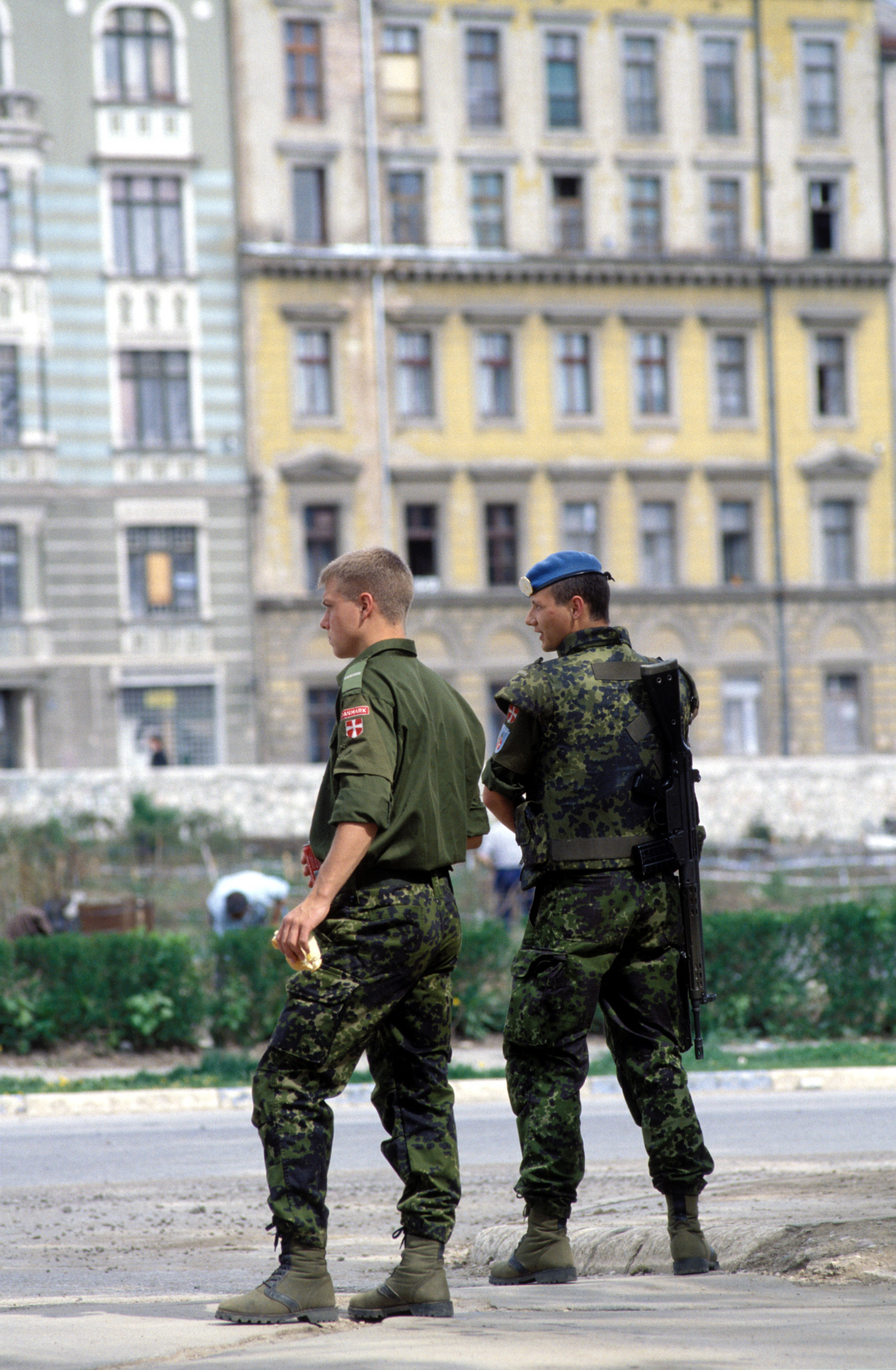
Датські солдати з G3A5

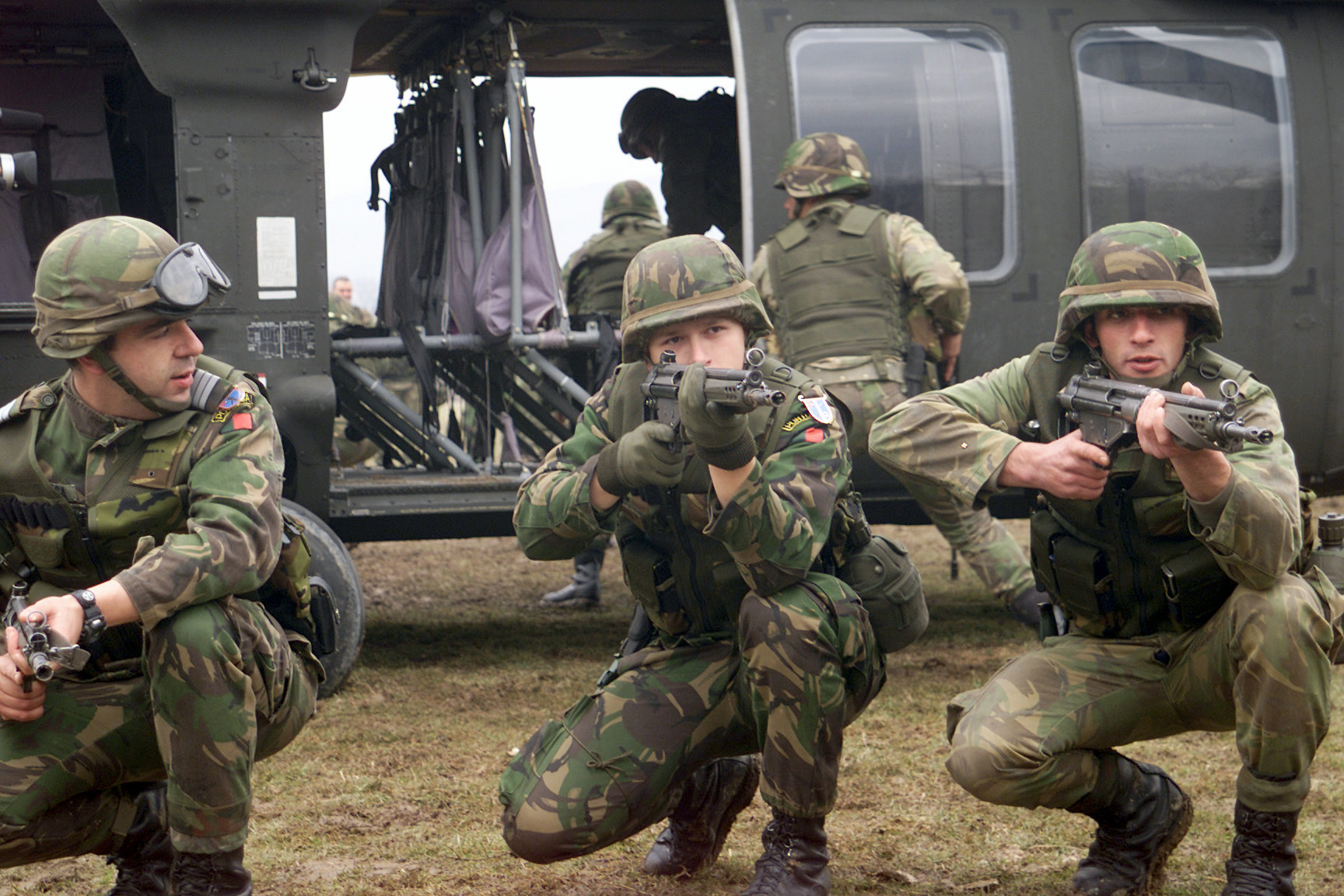
Солдати португальської армії з G3 виробництва INDEP

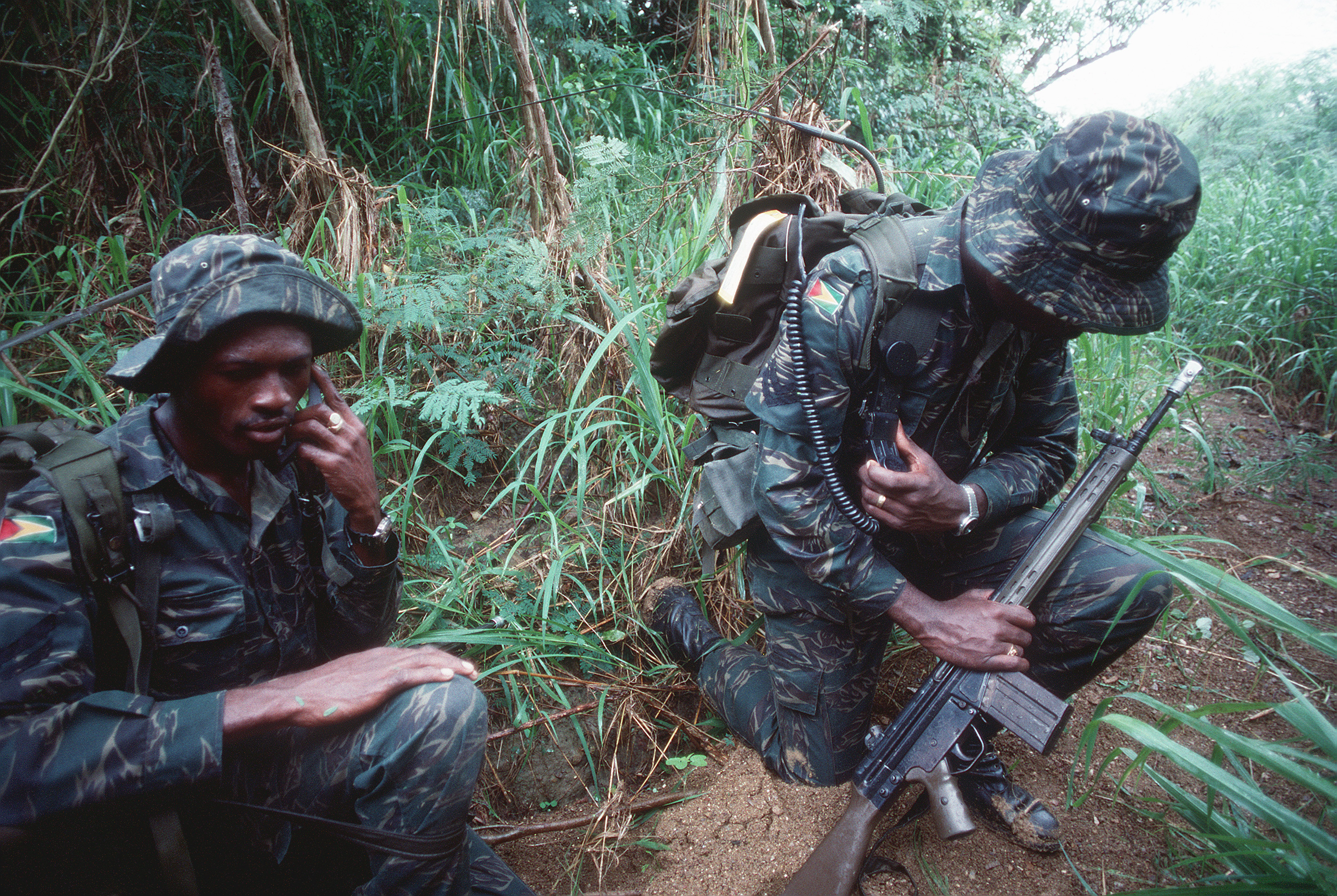
Гаянські солдати з G3A3

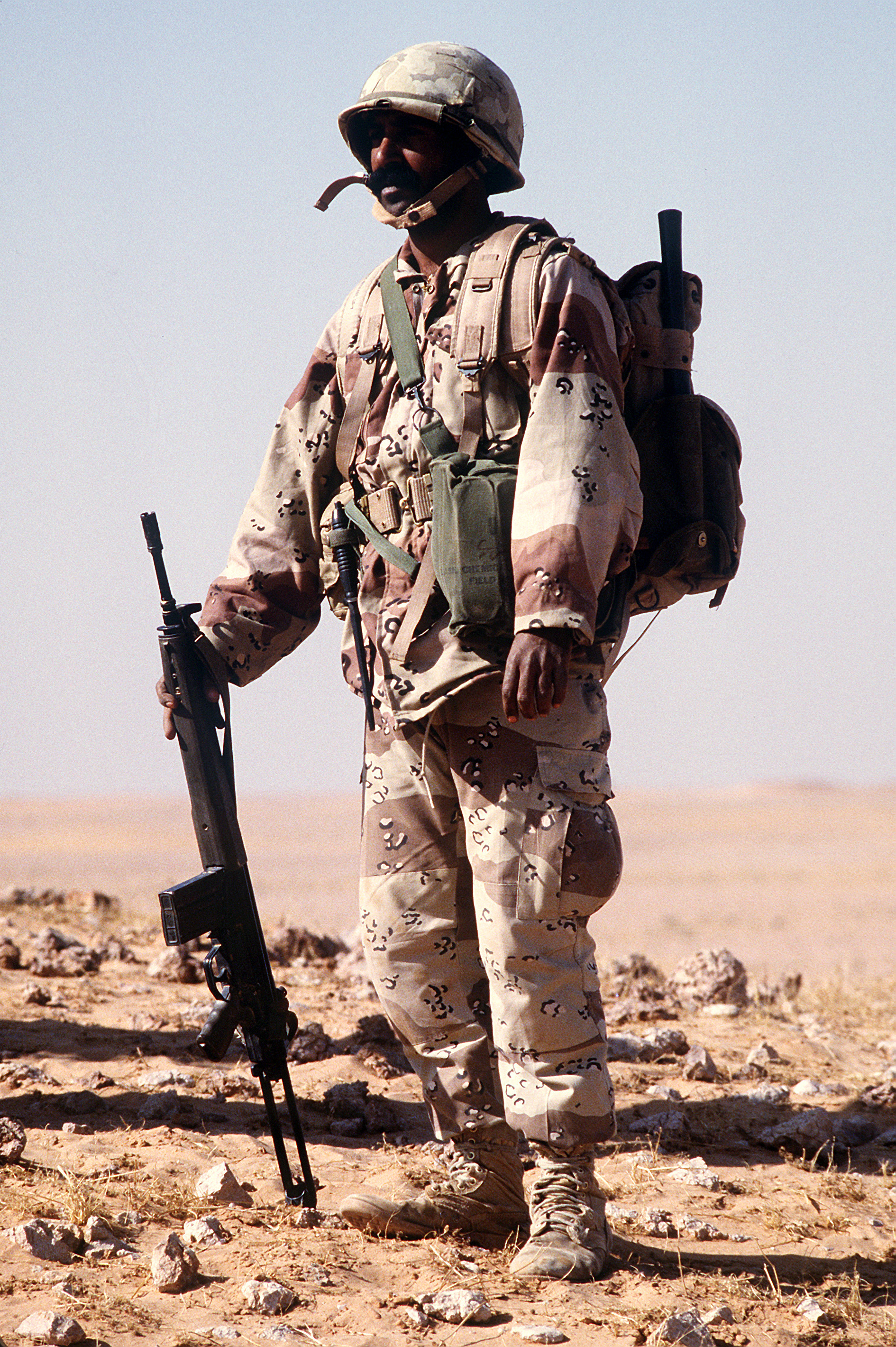
саудівський піхотинець з G3A4

| - Хорватія: деяку кількість використовувалося в війні за незалежність. - Данія: G3A5 під найменуваннямGevær Model 1966(Gv M/66). Інший варіант, названийGevær Model 1975(Gv M/75) був орендований в уряду Німеччини. Майже всі G3 датської армії були замінені наприкінці 1990-х років гвинтівками Diemaco C7. - Естонія - Франція: вироблялася за ліцензією на GIAT Industries для експорту. - Німеччина: замінені HK G36, але все ще знаходяться на складах у великих кількостях. - Греція: вироблялася за ліцензією на Ellinika Amyntika Systimata (EAS), замінивши M1 Garand наприкінці 1970-х. Досі перебуває на озброєнні армії Греції. - Ісландія: використовується береговою охороною та загоном швидкого реагування. - Італія - Латвія - Литва - Норвегія: AG-3, модифіковані G3A5. Замінені на HK 416. - Нідерланди - Португалія: вироблялася за ліцензією на INDEP під назвою m/961 (G3) і m/963 (G3A3). - Туреччина: вироблялася за ліцензією на MKEK під назвою G3A7. - Велика Британія - Ангола - Аргентина - Азербайджан - Бахрейн - Бангладеш: вироблялася за ліцензією на Bangladesh Ordnance Factory. - Бутан - Болівія - Боснія і Герцеговина - Бразилія: використовується спецпідрозділами. - Буркіна-Фасо - Бурунді - Камбоджа: використовувалася Кхмерською Республікою під час громадянської війни, а також королівської армією Камбоджі. - Чад - Чилі: в обмежених кількостях використовуються артилеристами, резервістами і що проходять підготовку в тренувальних таборах. - Колумбія: замінена автоматом Галіл у 1993 році. - Кот-д'Івуар - Кіпр - Джибуті - Домініканська Республіка - Еквадор - Сальвадор - Ефіопія - Габон - Грузія - Гаяна - Гаїті - Іракський Курдистан: передано урядом Німеччини загонам Пешмерга в рамках допомоги озброєнням для бородьби з ІД. - Іран: вироблялася на Defense Industries Organization у двох варіантах: Heckler & Koch G3-A4 та Heckler & Koch G3-A3 (версія з компонуванням буллпап) - Індонезія: використовується у ВПС і спецназі з 1960-х років. Тепер використовується резервістами і тими, хто проходять навчання в тренувальних таборах. - Йорданія - Кенія - Кувейт - Ліван: в обмежених кількостях використовується в ISF (Internal Security Forces) і в ліванській армії. - Лівія - Малаві - Малайзія: G3SG/1 використовувалася спецпідрозділами з 1970-х, а в 1990 році була замінена гвинтівками MSG-90 і PSG-1. - Мавританія - Мексика: вироблялася за ліцензією на DIM (Departamento de la Industriá Militar) і DGFD (Dirección General de Fábricas de la Defensa). Використовувалася армією і поліцією. - Марокко - М'янма: під назвами BA-63 (G3A3), BA-72 (G3K) та BA-100 (G3A3ZF) проводилася на державних фабриках Ka Pa Sa. - Нігер - Нігерія: вироблялася за ліцензією на Defense Industries Corporation. - Пакистан: G3A3 і G3A4 виробляються на Pakistan Ordnance Factories. - Парагвай: поступово замінюється на M16. - Перу - Філіппіни - Катар - Родезія: використовувалася під час другої Чімуренгі. - Саудівська Аравія: виробляється за ліцензією на Al-Kharj Arsenal і використовується всіма видами військ. - Сенегал - Сьєрра-Леоне - Сомалі - ПАР: використовувалася під час Війни за незалежність Намібії. - Шрі-Ланка: закупила кілька тисяч пакистанських G3A3 для боротьби з тамільськими ополченцями на початку 1980-х. У наш час[коли?] ці гвинтівки замінюються китайськими Type 56. - Судан: вироблялася за ліцензією на Military Industry Corporation під назвоюDinar. - Швеція: вироблялася за ліцензією на Förenade Fabriksverken(FFV) під назвою Ak 4 (Automatkarbin 4). - Танзанія - Таїланд - Того - Танзанія - ОАЕ - Україна: на тлі російського вторгнення в Україну 2022 року, уряд Португалії 27 лютого оголосив про відправку військової допомоги в Україну, зокрема гвинтівок G3A3/4s португальського виробництва . - Ємен - Заїр - Замбія - Зімбабве |